# Església catòlica a Mèxic

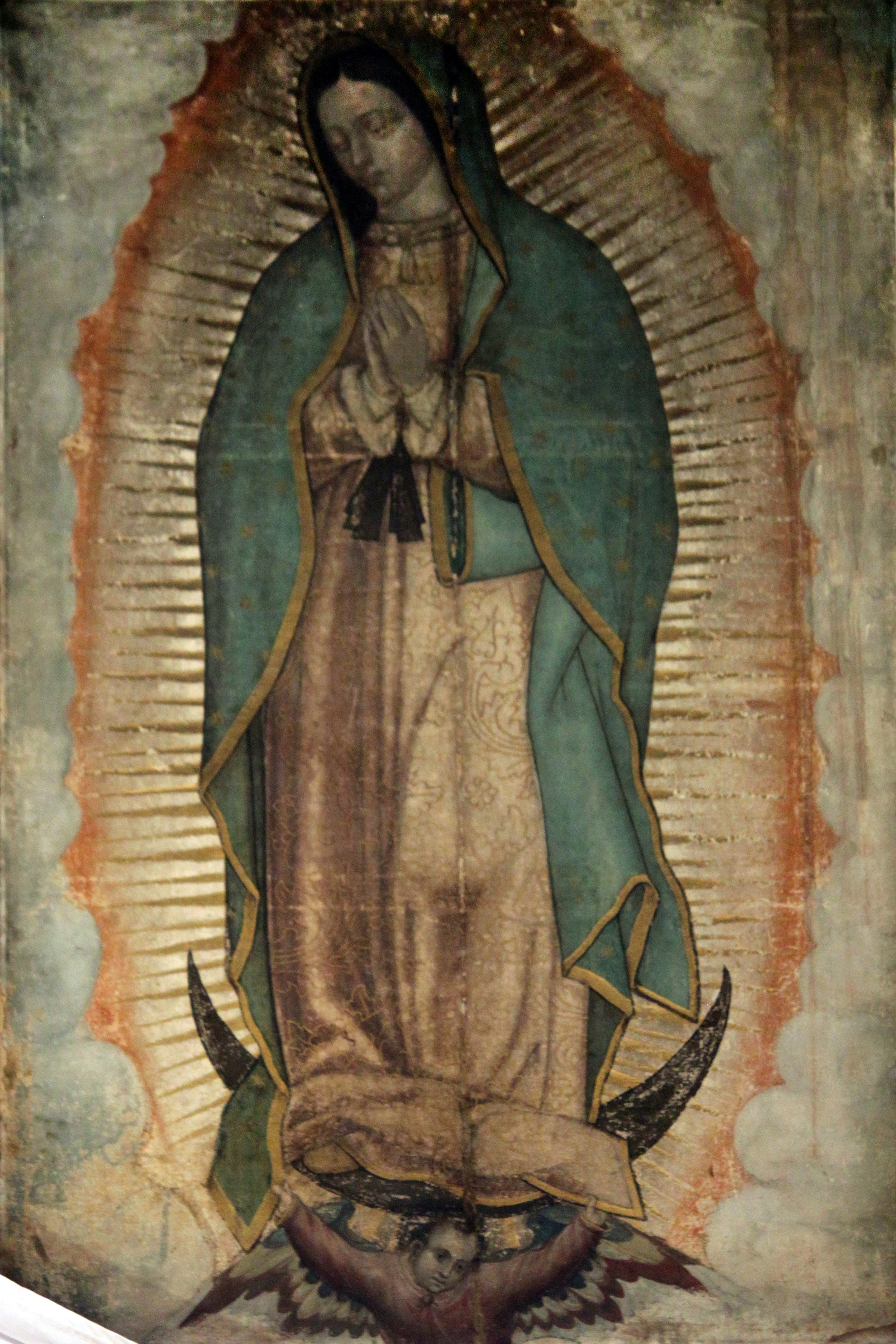
El mantell de San Juan Diego, sobre el qual aparegué la imatge de la Mare de Déu de Guadalupe, principal meta de pelegrinatge de les Ameriques

L'Església catòlica a Mèxic és part de l'Església catòlica universal, sota la direcció espiritual del Papa i de la Santa Seu.
D'acord amb el cens de 2000 comptava 101.456.786 batejats amb més de cinc anys, aproximadament el 92% de tota la població.

## Història

### Conquesta espiritual de Mèxic

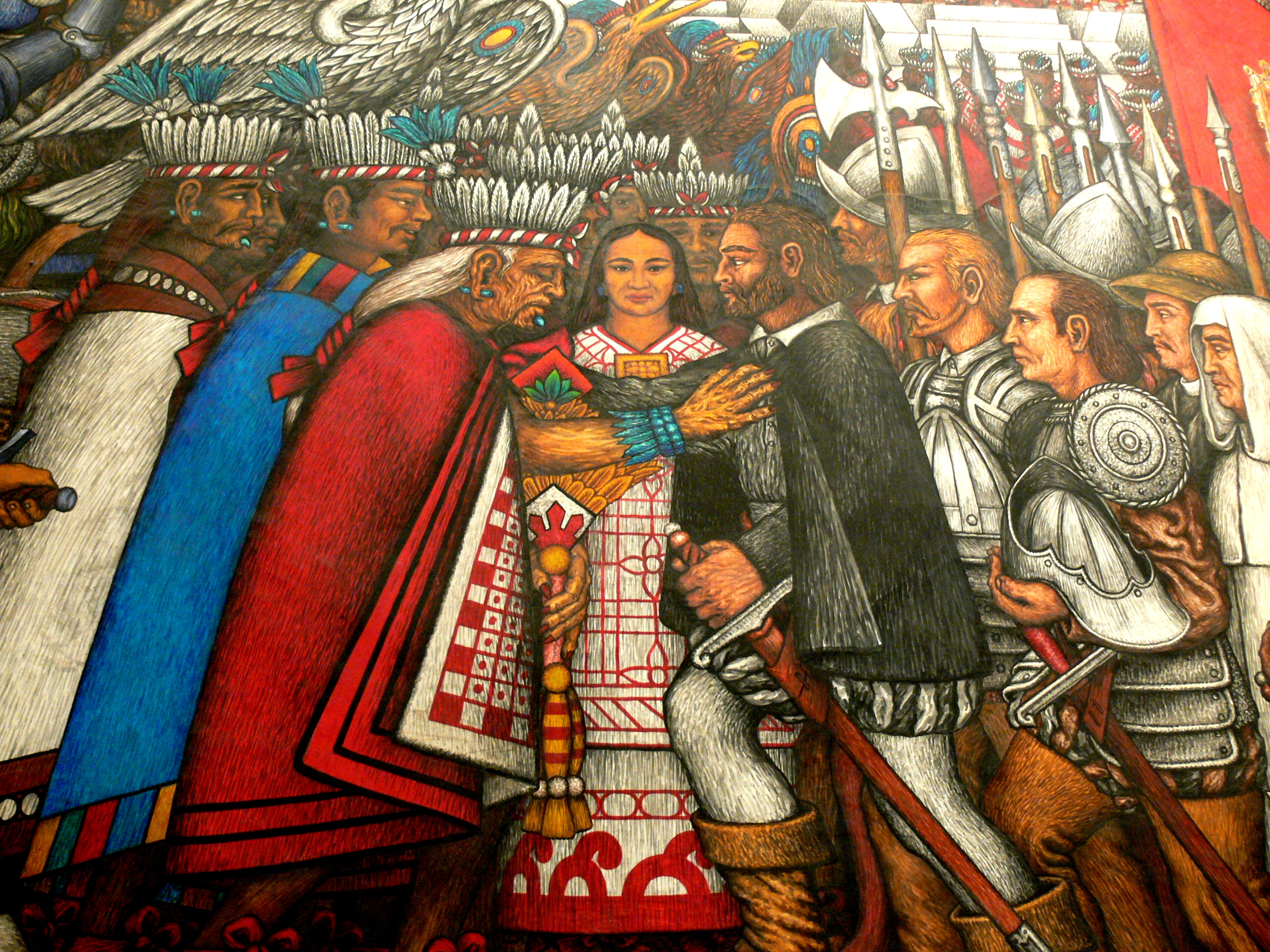
Els tlaxcalteques van ser el primer poble indígena mexicà convers voluntàriament al cristianisme

Durant la conquesta, els espanyols aplicaren una política de doble conquesta: la militar, mitjançant eren sotmesos els antics pobles indígenes al control castellà; i l'espiritual, és a dir, la conversió dels nadius al cristianisme. Quan els castellans s'embarcaren a l'exploració i conquesta de Mèxic, un sacerdot acompanyà l'expedició d'Hernan Cortés. Els castellans quedaren bocabadats de les pràctiques rituals de sacrificis humans com a part dels seus costums religiosos, i en un principi van intentar suprimir aquesta pràctica, tot i que només van poder eliminar-la completament fins que aconseguiren la conquesta total de l'Imperi Asteca.
Les primeres missions depenien de l'arquebisbat de Sevilla, de la qual, la primera diòcesi mexicana, la diòcesi Carolense, erigida pel Papa Lleó X el 1517 n'era sufragània.
Els tlaxcalteques van ser un poble aliat dels castellans en la conquesta i van ser el primer poble que es va convertir al cristianisme en la seva totalitat tot just després d'aliar-se, batejant-se els quatre cacics que dirigien l'antiga República de Txacala i canviant els seus noms indígenes per noms cristians, tenint com a padrins els mateixos conqueridors. No va ver, però, fins a la caiguda de la ciutat de Tenochtitlán el 1521 quan començà la conversió a gran escala de les poblacions indígenes a la nova religió.

### El patronatge reial
A fi de justificar la conquesta dels territoris americans descoberts per castellans i portuguesos, es va fer servir el pretext de pretindre convertir a la religió catòlica a tots els nadius americans, sent-li concedit pel Papa Alexandre VI els territoris descoberts per a aquest fi, i concedint-los privilegis al monarca espanyol per a nomenar candidats pels alts càrrecs eclesiàstics, al cobrament de delmes i el suport del clergat a la monarquia, però sense poder influir a la doctrina, el dogma i el magisteri de l'Església. A aquesta autorització del papat vers la monarquia espanyola es va conèixer com a Patronatge reial.

### Les primeres evangelitzacions indígenes

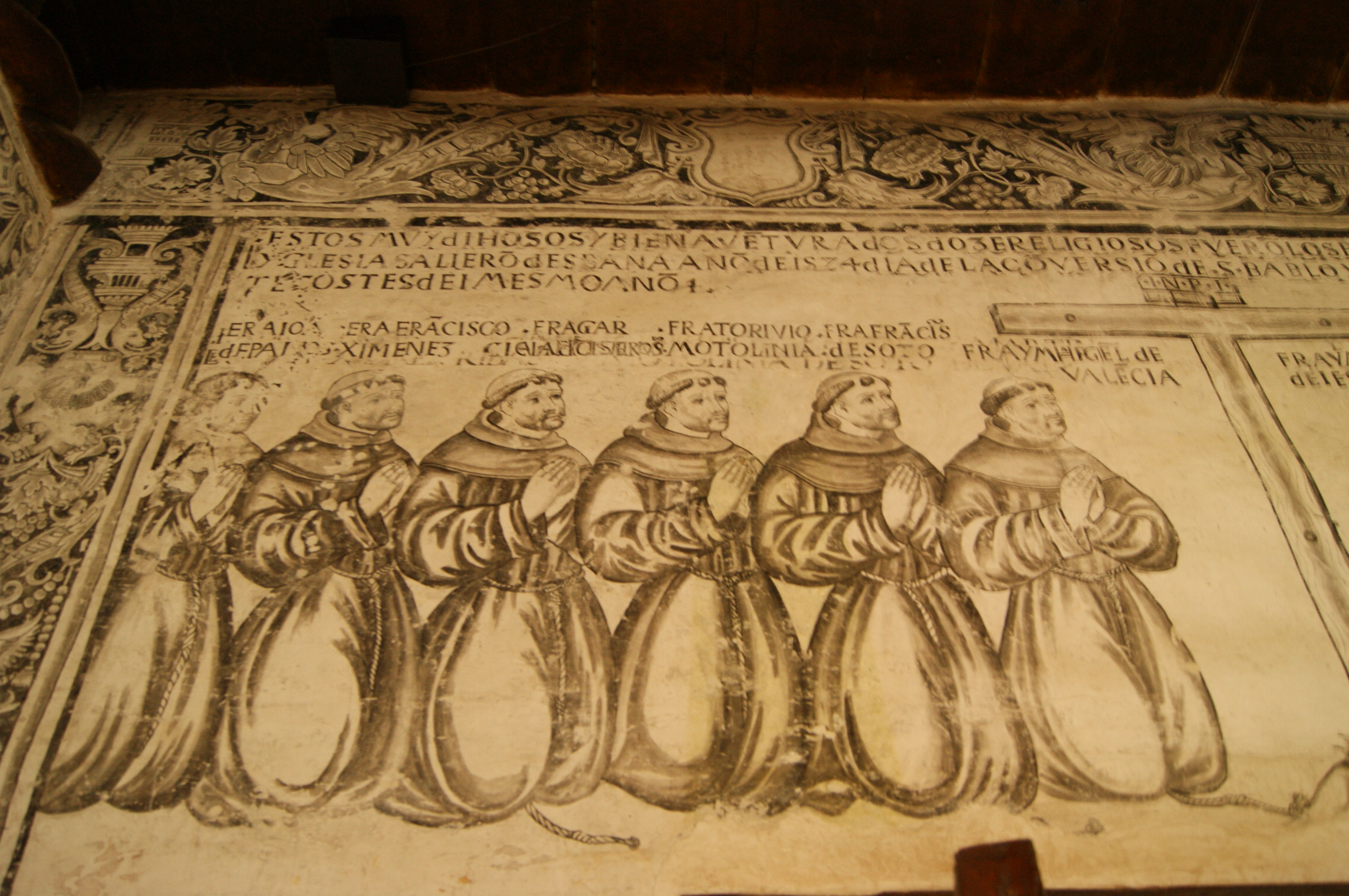
Pintura mural indígena a l'exconvent d'Huejotzingo, que representa a sis dels dotze primers franciscans missioners a Nova Espanya

Un cop finalitzada la conquesta, els castellans es dedicaren a organitzar els enormes territoris conquerits, incloent l'evangelització dels indígenes. Davant l'absència d'un clergat diocesà i d'una jerarquia en aquestes terres, Cortés sol·licità a la corona que arribessin missioners dels ordes mendicants per establir-se a Nova Espanya i llançar-se a la missió evangelitzadora del poble conquerit. Els primers missioners en arribar van ser dotze missioners franciscans el 1524, seguits després pels dominics el 1526 i posteriorment dels agustins el 1533.
Al principi, els frares mendicants no funcionaven com a rectors ni podien administrar els sagraments, però posteriorment se'ls donà un permís especial per complir aquesta funció. Els franciscans s'instal·laren a les comunitats centrals del virregnat i les més densament poblades instal·lant unes bases conegudes com a "Doctrines" perquè s'instal·lessin permanentment els frares i dedicar-se a construir esglésies a la seva regió. Molt sovint aquests centres de conversió s'instal·laven sobre les runes dels antics temples indígenes, de manera que aquella terra era vista com a sagrada pels indígenes i els frares eren vistos amb bons ulls.
Degut al petit nombre d'evangelitzadors mendicants i el gran nombre d'indígenes per convertir al cristianisme, existien moltes poblacions menors als voltants de les principals poblacions en les que no existien sacerdots residents al lloc, pel qual aquests eren visitats de tant en tant per administrar els sagraments, principalment el baptisme, la confessió i el matrimoni. Als pobles de la vall de Mèxic existia una llarga tradició prehispànica de ciutats estat a causa de les guerres i conquestes, motiu pel qual l'afegit del Déu cristià semblava similar al que havia passat anteriorment i el nou "déu" seria incorporat al seu panteó particular.

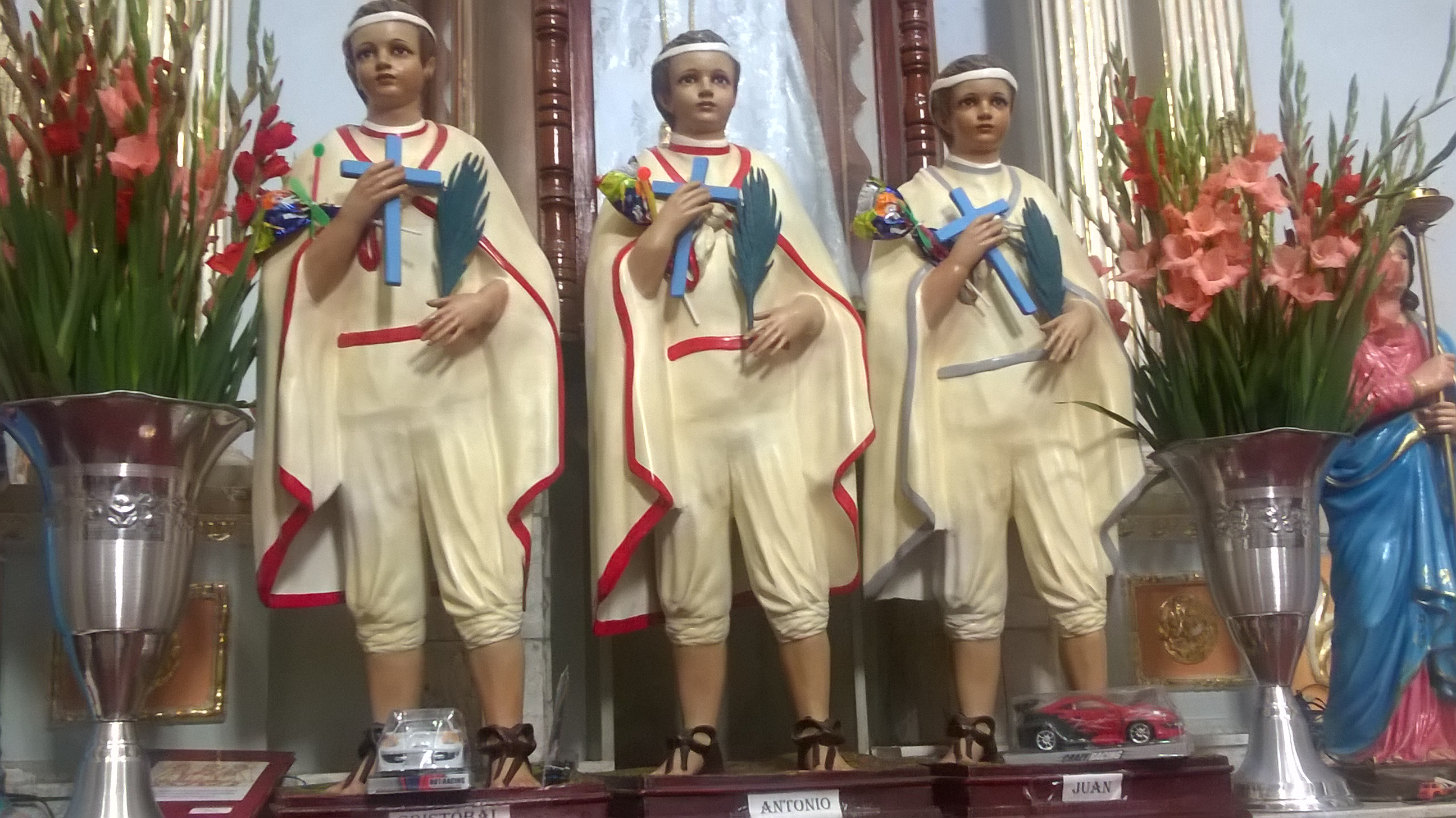
Nens màrtirs de Tlaxcala, assassinats durant els primers anys d'evangelizació per considerar-los traïdors a les creences antigues.

El primer bisbe de Ciutat de Mèxic, el franciscà Juan de Zumárraga, implantà a Mèxic la primera impremta d'Amèrica per a la primera universitat del continent, la Real i Pontifícia Universitat de Mèxic, que va ser inaugurada el 21 de setembre de 1551.
La primera arxidiòcesi metropolitana mexicana va ser l'arquebisbat de Mèxic, a partir del 12 de febrer de 1546. Va ser l'única arxidiòcesi del país fins al 1863.
Molts indígenes adults no van poder resistir la conversió al cristianisme, els sacerdots antics van ser desplaçats i els temples van ser convertits en esglésies. L'estratègia dels ordes mendicants va ser convertir inicialment les famílies nobles o principals de cada poble, a objecte que aquestes fossin un exemple a seguir perquè es convertissin la resta dels indígenes. També els joves que encara no s'havien educat a les creences paganes van ser l'objectiu dels religiosos. A Tlaxcala, alguns conversos joves van ser assassinats per la seva pròpia gent en considerar-los traïdors a la seva religió indígena i més tard se'ls mostrà com a màrtirs de la fe i de la primera evangelització.
Un altre cas important es donà a Texcoco, on el noble alcolhua Carlos Ometochtzin va ser condemnat per sedició per la Inquisició, sent executat el 1536. La seva execució provocà una crida d'atenció per part de la corona vers el bisbe Juan de Zumárraga i l'establiment formal d'un tribunal inquisitorial a Mèxic a partir de 1571, tot i que els indis estaven exempts de ser jutjats per aquest tribunal (llavors existia la preocupació que els indígenes no estiguessin prou adoctrinats en la fe catòlica, car a ulls de l'Església i del marc jurídic castellà els indis eren com menors d'edat).
L'evangelització dels indígenes s'estengué durant el segle xviii. A la zona septentrional del país els jesuïtes fundaren les famoses missions de Río Yaqui, Río Mayo i de Pimeria. El 1767 els jesuïtes van ser expulsats i van haver d'abandonar les missions, que s'estenien sobre un vastíssim territori.

### Època colonial
Els monarques Habsburgs, des del segle xvi, cobraven a Espanya l'impost conegut com "Les tres gràcies", que eren concedides pel Papa i que consistien en la butlla de croada, en l'excusat i el subsidi. Aquestes contribucions sorgides durant l'època dels reis catòlics per sufragar les despeses de la guerra contra els musulmans, van ser estesos per Felip II a les Amèriques, a les que s'havia d'afegir a més els terços reials i els novens.

### La guerra de la independència

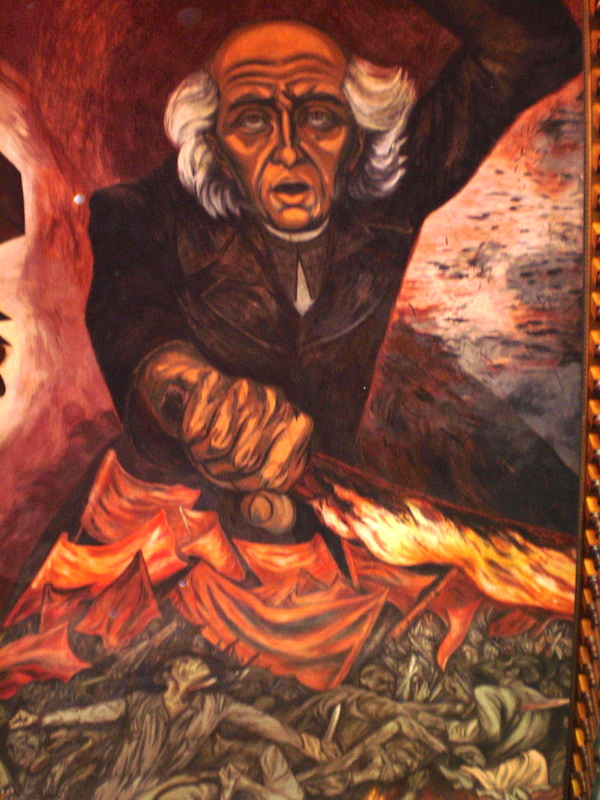
El pare de la pàtria Mn. Miguel Hidalgo y Costilla

Les reformes borbòniques havien reforçat el paper de l'estat, disminuint per tant l'hegemonia i el poder de l'Església catòlica. Tant els preveres diocesans com els religiosos mostraven una pèrdua de la influència en el control de l'estat, així com una disminució dels seus ingressos, en tant que la corona formà un nou règim administratiu com a part de les seves reformes. A les comunitats indígenes, era costum en l'època dels Habsburgs, que el mossèn local exercís com a autoritat civil i religiosa, però amb les noves reformes va ser suplantat al paper civil per les noves autoritats laiques. Això comportà també que els capellans ja no poguessin administrar justícia, ni administrar els fons de les cofradies, ni van poder dur a terme la construcció de temples sense tenir una llicència expedida per la corona. El sacerdot local sovint també s'ocupava de la regulació de la moral a les vides dels seus parroquians, de manera que amb l'arribada de les autoritats civils ja no van poder ordenar imposar càstigs per embriaguesa, per jugar a jocs d'atzar, per cometre adulteri o viure en unió lliure sense passar pel requisit del matrimoni.

### Porfiriat

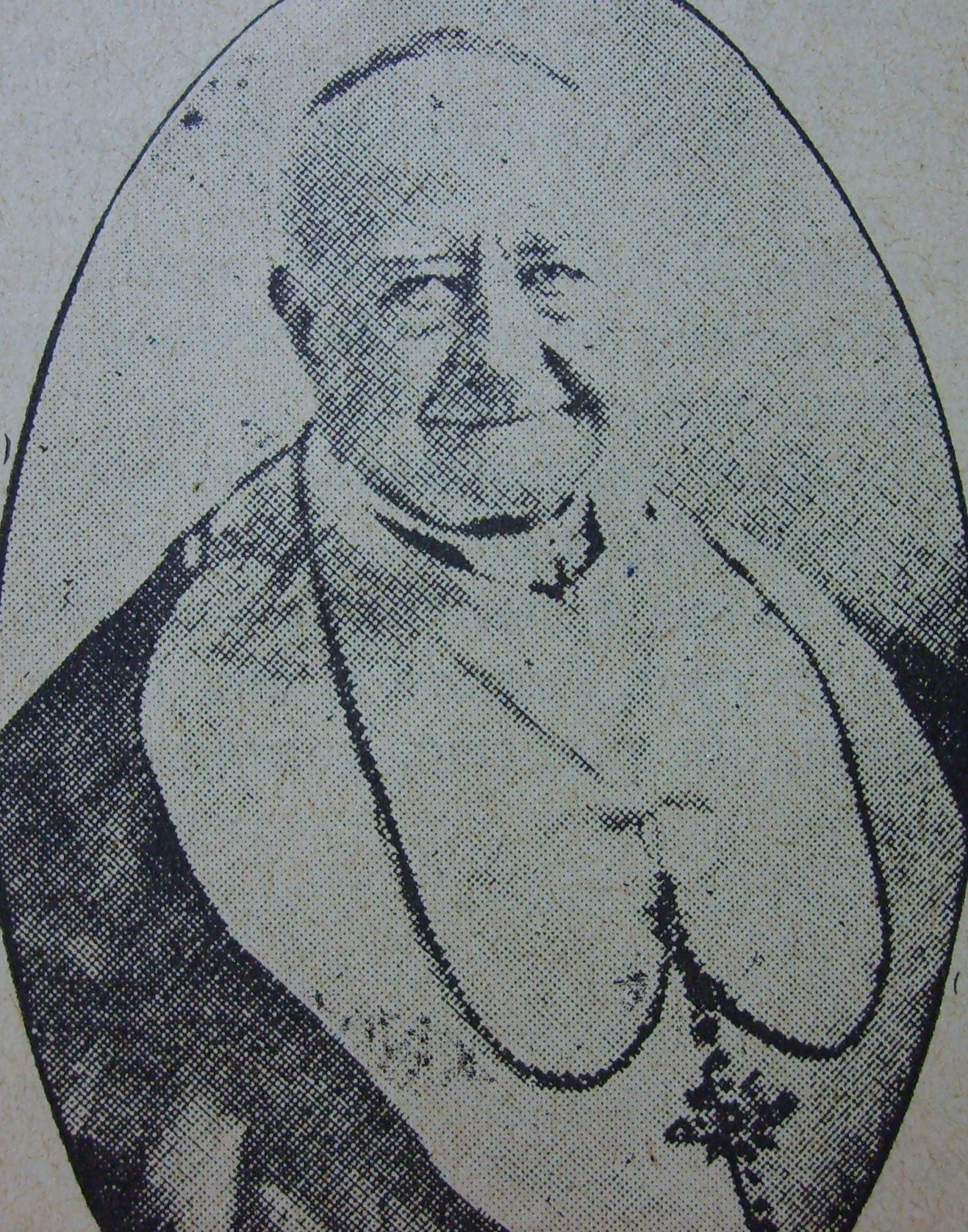
L'arquebisbe d'Oaxaca Eulogio Gillow y Zavala fou una peça clau en el procés de reconciliació entre l'Església catòlica i el govern de Porfirio Díaz

El general Porfirio Díaz arribà a la presidència de la República el 1876, iniciant així el període conegut com a "Porfiriato", que s'estendria fins al 1911. A causa dels seus orígens i per la influència de la seva muller, Carmen Romero Rubio, que era devota catòlica, el president es preocupà per enfortir els lligams del govern mexicà amb l'Església catòlica, arribant a establir un acord de convivència pacífica el 1905, ignorant les lleis anticlericals heretades pels seus immediats antecessors, Benito Juárez i Sebastián Lerdo de Tejada, que eren liberals fervents. Durant aquest període, les llibertats pels catòlics augmentaren, l'Església es reestructurà administrativament, es millorà la formació dels laics, s'expandí la premsa catòlica (sempre afí al govern), es va difondre el catecisme de l'Església Catòlica i l'Església augmentà la seva presència a les zones rurals.
Després d'un desplegament de devoció i folklore, i després d'anys de preparació, tot el país s'organitzà per portar a terme la coronació del símbol nacional catòlic per excel·lència, la Mare de Déu de Guadalupe el 12 d'octubre de 1895.

### La Revolució mexicana

#### Les primeres escaramusses
A principis de la primera dècada del segle xx, els constitucionalistes de Venustiano Carranza va denunciar la intromissió clerical en la política mexicana. Protestaven no perseguir el catolicisme, sinó per reduir la influència política de l'Església. No obstant això, la campanya dels constitucionalistes no va donar com a resultat immediat de manera formal cap acció.

#### Constitucionalistes en Acció (1914)
Més tard, Álvaro Obregón i els Constitucionalistes es van comprometre a les mesures per reduir la profunda influència política de l'Església Catòlica. El 19 de maig de 1914, les forces d'Obregón van condemnar el bisbe Andrés Segura i altres eclesiàstics a 8 anys de presó per la seva presumpta participació en una rebel·lió. Durant el període en què Obregón tenia el control a Ciutat de Mèxic (febrer de 1915), l'Església va imposar el pagament de 500.000 pesos per alleujar el sofriment dels pobres.
Venustiano Carranza va assumir la presidència l'1 de maig 1915. Carranza i els seus seguidors creien que el clergat posava la gent contra ell a través de la propaganda. Es va fer cada vegada més freqüent la violència, tolerada per les autoritats, contra els catòlics: el 1915 van ser assassinats uns 160 sacerdots. Immediatament després que Carranza obtingués el control total de Mèxic, va emetre una nova Constitució amb la intenció de reduir el poder polític de l'Església.

#### La Constitució de 1917
A la constitució mexicana es van introduir articles anticlerical:
- A l'article 3 va fer obligatòria l'educació laica a les escoles mexicanes.
- A l'article 5 posava fora de la llei els vots religiosos i els ordes religiosos.
- A l'article 24 prohibia el culte fora dels edificis de l'Església.
- Amb l'article 27 a les institucions religioses se'ls va negar el dret a adquirir, posseir o administrar béns immobles i tots els béns de l'església, incloent escoles i hospitals, que van ser declarats béns nacionals.
- Amb l'article 130 del clergat va ser privat del dret de vot i el dret de comentar sobre temes polítics.

El govern mexicà va ser molt persistent en la seva intenció d'eliminar l'existència jurídica de l'Església catòlica a Mèxic. La Constitució va ser el resultat d'esmolar el conflicte entre l'Església i l'Estat.

#### Desenvolupaments
Durant vuit anys aquest desenvolupament no van ser aplicats estrictament pel govern mexicà. Mentrestant, la violència va continuar. En 1921 un assassí va intentar destruir el símbol més important de la cristiandat mexicana: la capa amb la imatge de la Mare de Déu de Guadalupe, conservada al santuari. La bomba, amagada en un ram de flors col·locades prop de l'altar, produí greus danys a la basílica, però el mantell es va mantenir intacte.
Aquesta política va acabar al juny de 1926, quan el president de Mèxic, Plutarco Elías Calles (declarant que "l'Església és l'única causa de totes les desgràcies de Mèxic"), va emetre un decret conegut com la "Llei Calles", aplicant l'article 130 de la Constitució. L'Església va ser colpejat per la rapidesa de la decisió Carrers i en particular el seu article 19, que preveu el registre obligatori dels sacerdots, ja que va permetia que el govern es fiqués en els afers religiosos.
L'Església Catòlica, però, es va pronunciar en contra del govern. Els catòlics mexicans, d'acord amb el Vaticà, van respondre inicialment amb accions de protesta no violentes, incloent el boicot a tots els productes fabricats per l'estat (com el consum de tabac es va reduir en un 74%) i la presentació d'una petició es van recollir 2 milions de signatures (de 15 milions d'habitants). El govern no va donar cap resposta, i l'Església va decidir finalment un gest simbòlic extrema: la suspensió total de culte públic. L'1 d'agost de 1926 a tot Mèxic ja no se celebrà missa o els sagraments, si no de forma clandestina.

#### La revolta dels Cristeros

Bandera emprada pels "Cristeros"

El descontentament va degenerar en violència oberta quan més de 5.000 cristeros van començar una rebel·lió armada. El govern mexicà i els catòlics van emprendre un sagnant conflicte que tindrà una durada de tres anys.

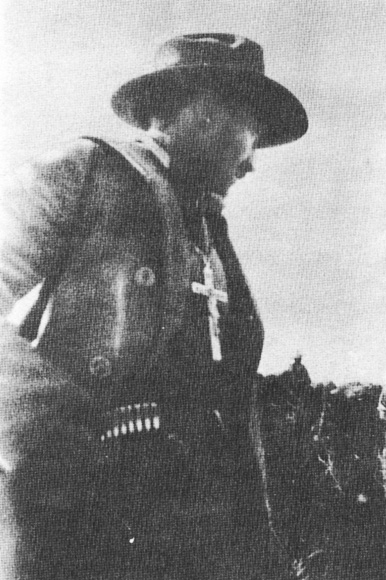
Enrique Gorostieta Velarde

El 1927 es va formar un veritable exèrcit rebel format per 20,000 homes, que posteriorment es va incrementar fins a 50.000, al comandament del general Enrique Gorostieta Velarde. Les banderes dels insurgents portaven el lema "Visca Crist Rei!" i l'efígie de la Mare de Déu de Guadalupe; tots els dies va recitar el rosari. L'exèrcit estava flanquejat per les "brigades de Santa Joana d'Arc", formacions paramilitars femenines que van arribar a comptar amb 25.000 membres, entre les que hi havia joves de 14 anys. Entre 1927 i 1929 tots els intents d'aixafar la rebel·lió va fracassar; de fet, els insurgents van prendre el control de grans àrees al sud del país.

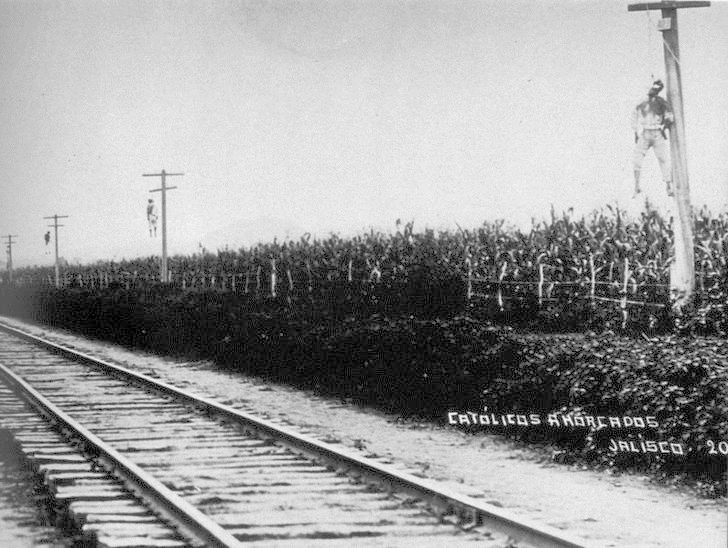
Cristeros penjats a l'estat de Jalisco

L'Església de Mèxic i el Vaticà, però, mai no van donar el seu suport obert a la rebel·lió (que no va impedir que el govern executés de nombrosos sacerdots que no en formaven part), i van actuar per aconseguir una solució pacífica. El 21 de juny de 1929 es van signar els "Arreglos" (Arranjaments), que preveien la immediata cessació del foc i el desarmament dels rebels. Els termes de l'acord, intervinguts (o més aviat imposats) per l'ambaixador dels Estats Units, però, eren extremadament desfavorables per a l'Església: en la pràctica, totes les lleis anticatòliques es van mantenir en vigor.

#### Les encícliques de Pius XI
La relació entre l'Església i l'Estat seguia sent tensa. Després de denunciar la greu situació mexicana a l'encíclica Iniquis Afflictisque del 18 de novembre de 1926 amb vehemència com per definir les mesures del govern fruit "de l'orgull i la demència". El Papa Pius XI va tornar sobre el tema el 29 de setembre de 1932 amb l'encíclica Acerba Animi de contingut no diferent de l'anterior. En els últims anys del pontificat de Pius XI les relacions diplomàtiques amb Mèxic van tenir una lleugera millora, per les promeses del govern, però van ser completament ignorades: els estats mexicans van competir per limitar el nombre de sacerdots autoritzats (l'important estat de Veracruz va imposar fins i tot un sacerdot per cada cent mil habitants) afegint clàusules com una edat específica per als sacerdots i fins i tot l'obligació de matrimoni civil i altres bisbes van ser expulsats del país. Molts sacerdots es van refugiar a l'estranger. Alguns, van romandre a casa seva, on celebraven de manera clandestina i van ser sovint empresonats per això, a més que se'ls atacava amb no poca freqüència durant la celebració: la violència va ser acompanyada per la profanació. El tractament potser el pitjor el van patir les religioses, condemnades a patir tota classe de suplicis a la presó.
El 28 de març de 1937 el Papa Pius XI va escriure l'encíclica Firmissimam Constantiam, la tercera sobre la situació de l'Església a Mèxic. Les exhortacions a la resistència dels fidels, que ja es trobaven en encícliques anteriors, centrats ara a la llar i en la vida religiosa de la família, vist que públicament l'educació catòlica estava proscrita i la pastoral tradicional no podia garantir-se a causa de l'absència forçada de sacerdots. L'inici de les negociacions amb el govern mexicà, que la Santa Seu havia afavorit amb la revocació de l'interdetto, va ser bruscament interromput pel govern mexicà, decidit a mantenir una política fanàticament anticlerical. L'encíclica tracta clarament de comparar la persecució mexicana amb la tràgica situació a la Rússia de Stalin.
A les tres encícliques Pius XI elogià àmpliament els bisbes, sacerdots i fidels de Mèxic, que van romandre en gran manera fidels a l'Església i que van ser capaços de donar testimoni valent durant les persecucions. També cal destacar l'absència de qualsevol referència a la revolta dels cristeros, un aixecament espontani que va desafiar control eclesiàstic.

### La segona meitat del segle XX
La lluita vigorosa contra la delinqüència i el narcotràfic ha caracteritzat el compromís de l'Església en la segona meitat del segle xx.
El 24 de maig de 1993 a l'aparcament de l'aeroport internacional de Guadalajara va ser assassinat l'arquebisbe de Guadalajara cardenal Juan Jesús Posadas Ocampo: el seu cotxe va ser cosit a trets amb 14 impactes. Més tard es va descobrir que els autors intel·lectuals de l'assassinat van ser Juan Francisco Murillo Díaz alies "El Güero Jaibo" i Edgar Nicolau Villegas, alies "El Negro", destacats membres del Càrtel de Tijuana. Posadas Ocampo va ser inclòs pel Papa Joan Pau II en la llarga llista de màrtirs del segle xx.

### El segle XXI

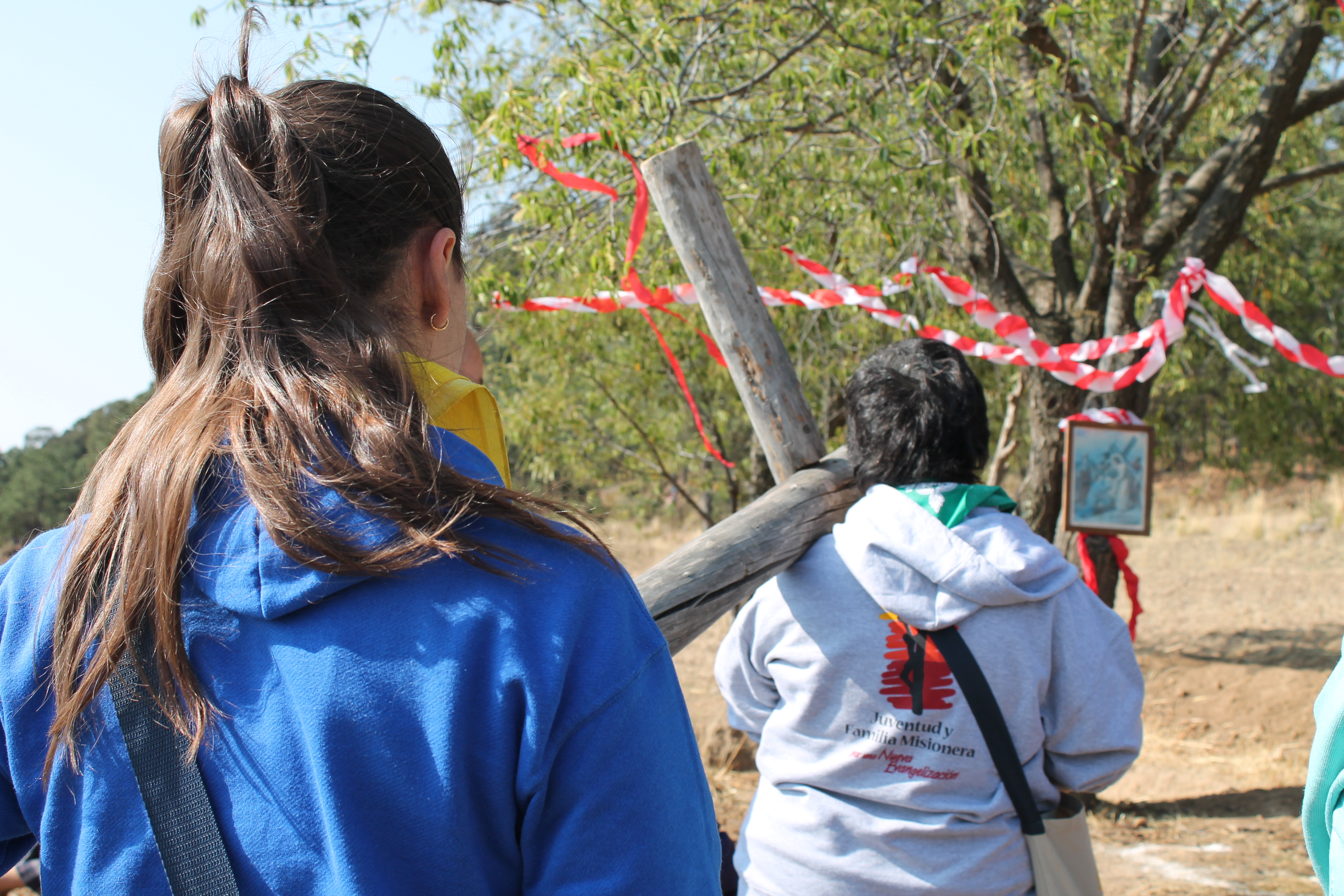
Una Via Crucis celebrat a l'aire lliure al bisbat de Tlaxcala.

En el nou mil·lenni, l'Església s'enfronta al problema de la difusió de les sectes, les dificultats econòmiques dels marginats i dels treballadors, la presència multiètnica i l'emigració interna.

L'Església està sempre en la mira de les organitzacions de traficants de drogues. Entre el 1993 i el 2009 han estat assassinats quinze sacerdots, entre ells el cardenal Ocampo. Un dels crims més recents va tenir lloc el 13 de juny de 2009 a la regió de Guerrero, quan un sacerdot i dos seminaristes van ser assassinats.

## Organització eclesiàstica

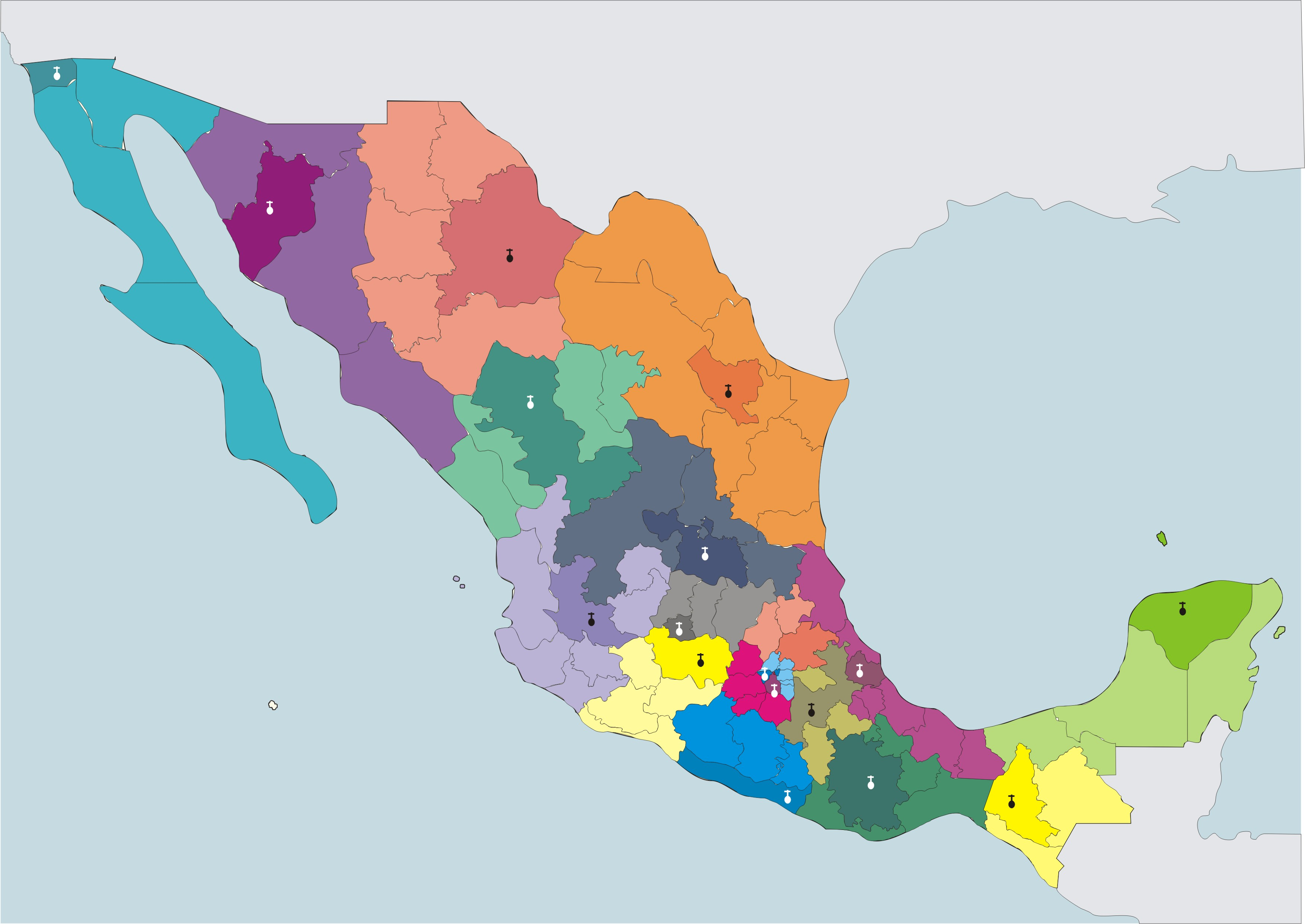
Mapa de les diferents províncies eclesiàstiques de Mèxic (els arquebisbats estan marcats més fosc)

En l'àmbit del ritu romà, el territori mexicà està dividit en 18 arxidiòcesis i 65 diòcesis, amb 16.234 preveres i 33.900 homes i dones que formen part d'Instituts de Vida Consagrada.
A més, hi ha dues eparquies pels catòlics de l'església maronita i de l'església catòlica greco-melquita. Els catòlics de ritu armeni depenen de l'exarcat apostòlic de l'Amèrica Llatina i Mèxic, amb seu a l'Argentina.

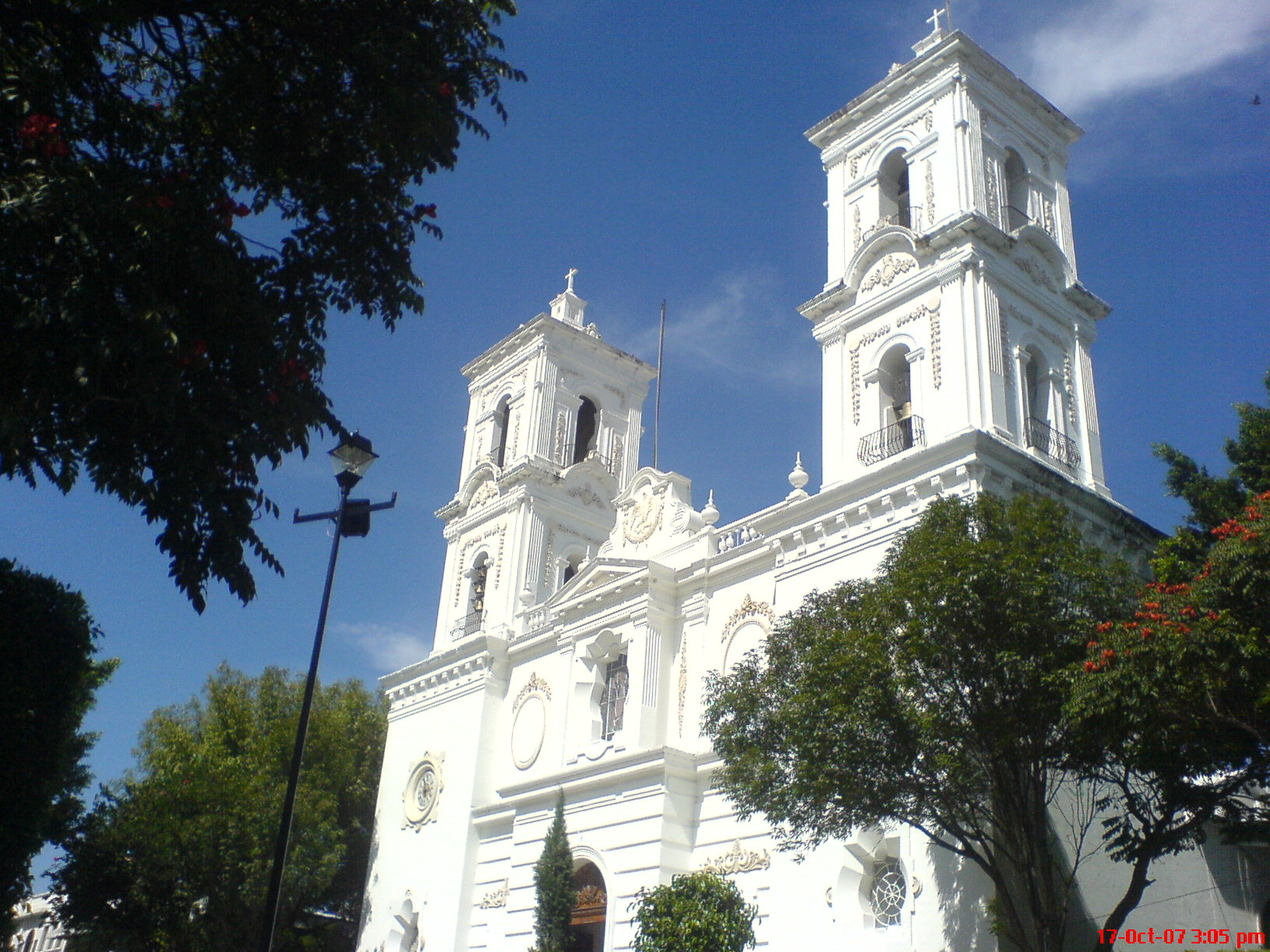
Catedral de Chilpancingo

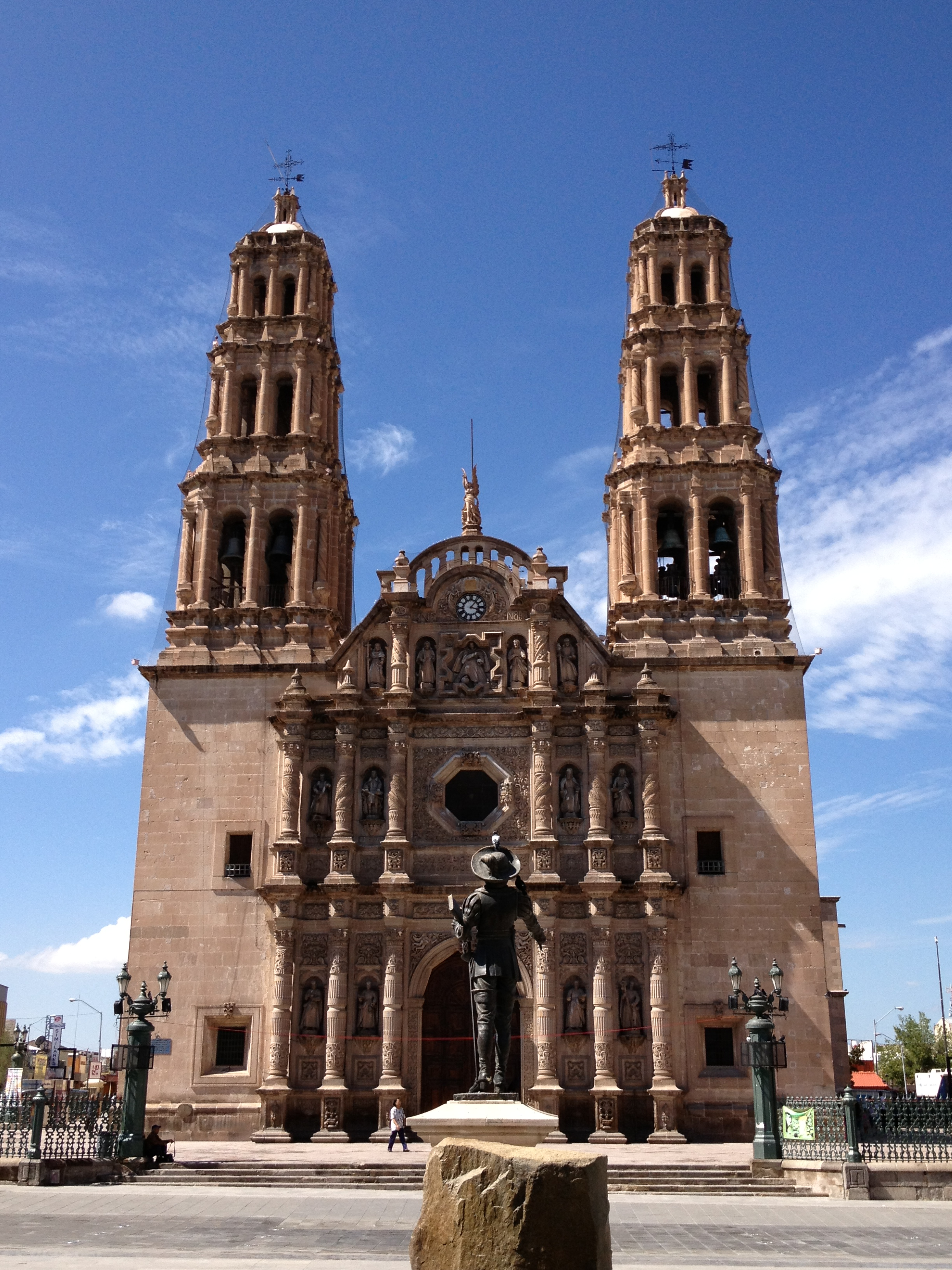
Catedral de Chihuahua

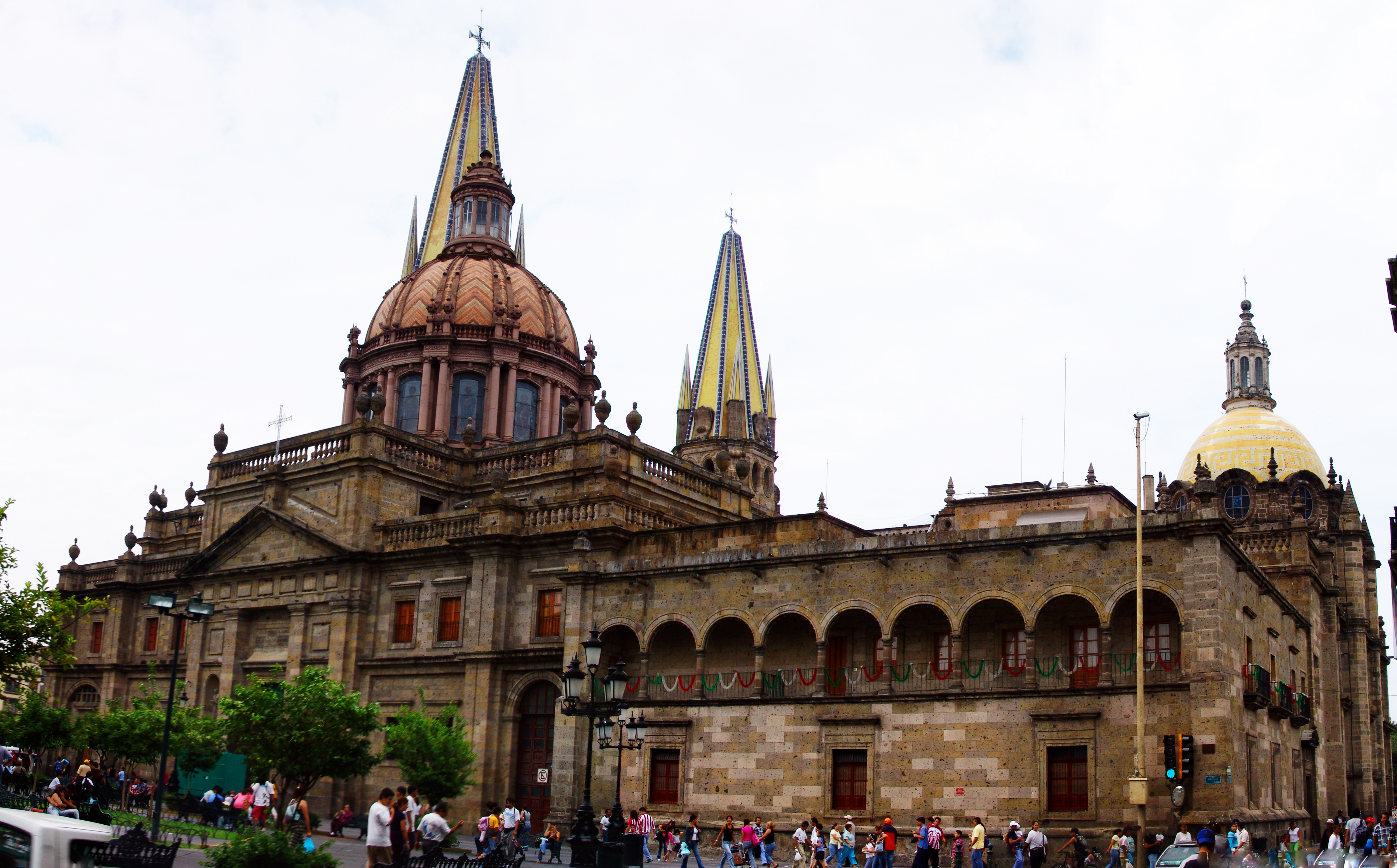
Catedral de Guadalajara

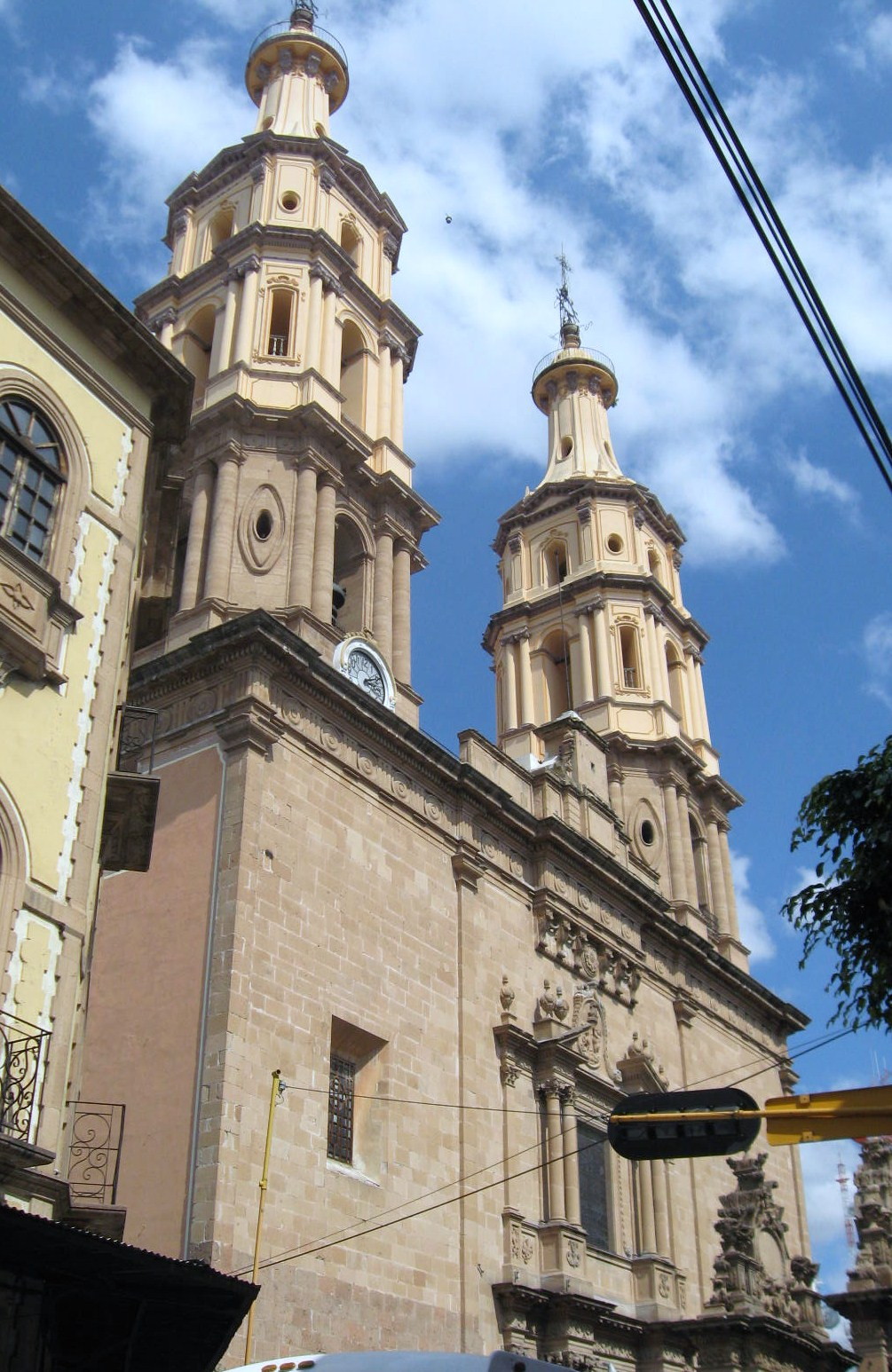
Catedral Basílica de León

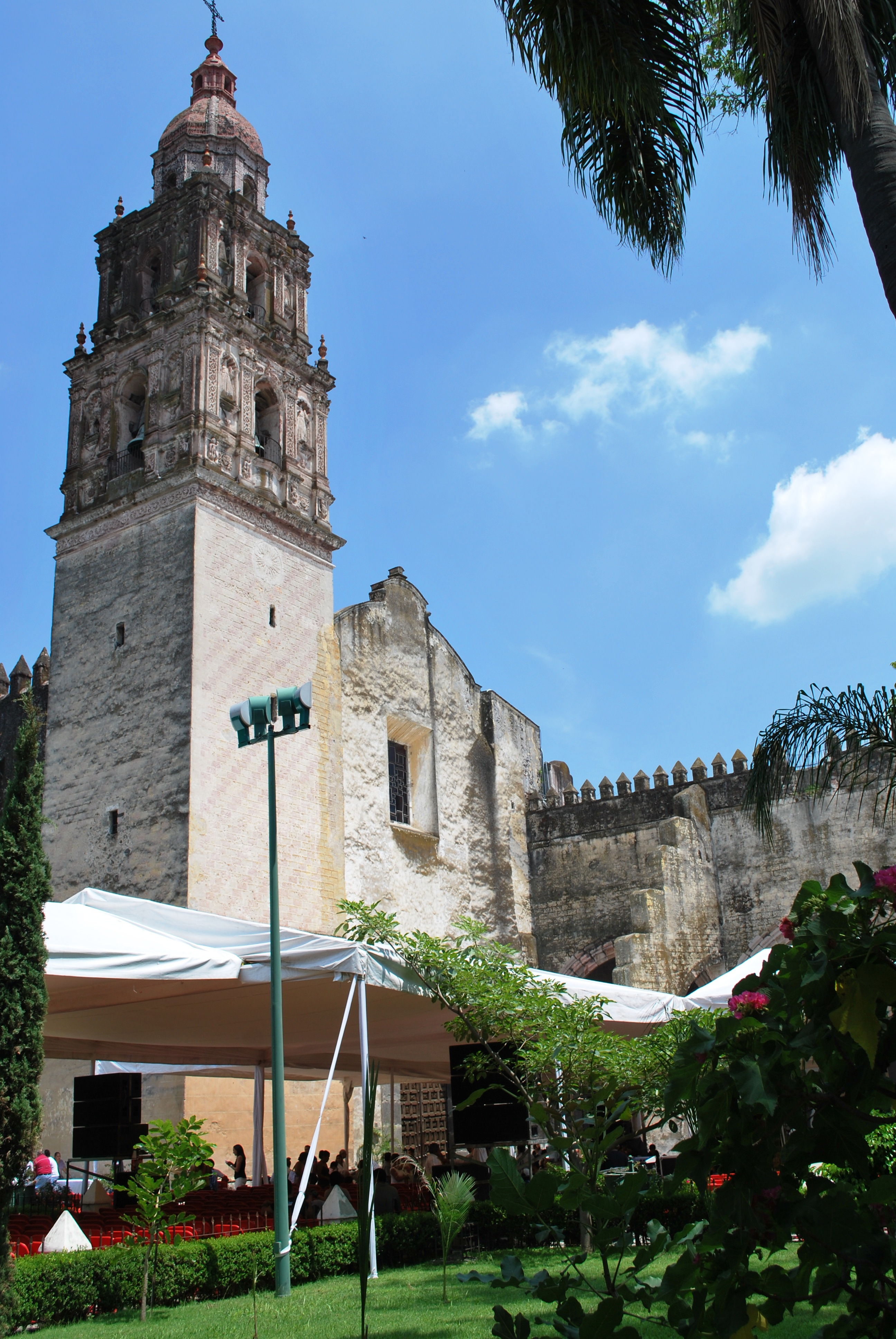
Catedral de Cuernavaca

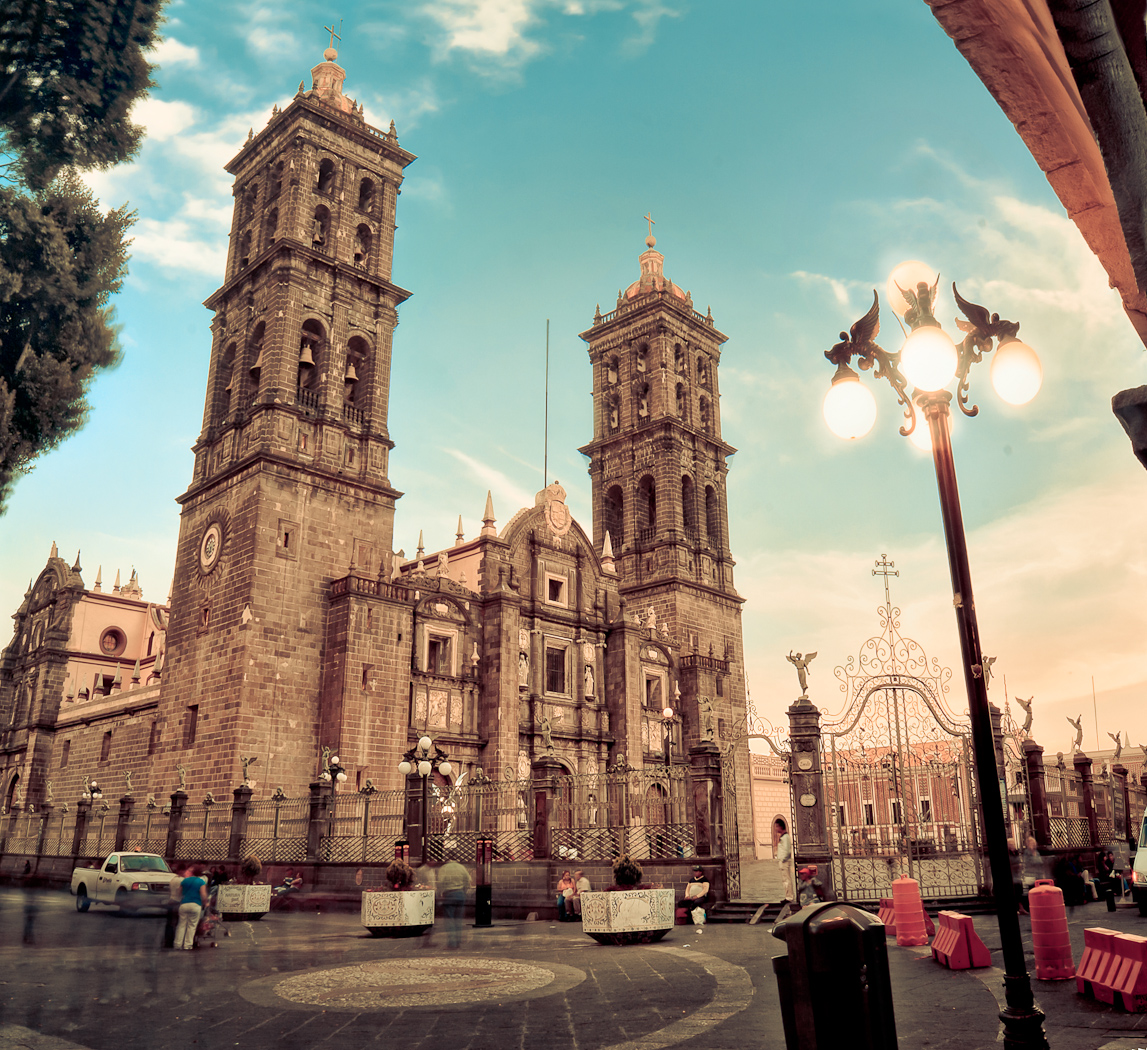
Catedral de Puebla

### Ritu llatí
Província eclesiàstica d'Acapulco
- arquebisbat d'Acapulco
  - bisbat de Chilpancingo-Chilapa
  - bisbat de Ciudad Altamirano
  - bisbat de Tlapa

Província eclesiàstica d'Oaxaca
- arquebisbat d'Antequera (Oaxaca)
  - bisbat de Puerto Escondido
  - bisbat de Tehuantepec
  - bisbat de Tuxtepec
  - prelatura territorial d'Huautla
  - prelatura territorial de Mixes

Província eclesiàstica de Chihuahua
- arquebisbat de Chihuahua
  - bisbat de Ciudad Juárez
  - bisbat de Cuauhtémoc-Madera
  - bisbat de Nuevo Casas Grandes
  - bisbat de Parral
  - bisbat de Tarahumara

Província eclesiàstica de Durango
- arquebisbat de Durango
  - bisbat de Gómez Palacio
  - bisbat de Mazatlán
  - bisbat de Torreón
  - prelatura territorial d'El Salto

Província eclesiàstica de Guadalajara
- arquebisbat de Guadalajara
  - bisbat d'Aguascalientes
  - bisbat d'Autlán
  - bisbat de Ciudad Guzmán
  - bisbat de Colima
  - bisbat de San Juan de los Lagos
  - bisbat de Tepic
  - prelatura territorial de Jesús María

Província eclesiàstica de Hermosillo
- arquebisbat d'Hermosillo
  - bisbat de Ciudad Obregón
  - bisbat de Culiacán
  - bisbat de Nogales

Província eclesiàstica de León
- arquebisbat de León
  - bisbat de Celaya
  - bisbat d'Irapuato
  - bisbat de Querétaro

Província eclesiàstica de Mèxic
- arquebisbat de Mèxic
  - bisbat d'Atlacomulco
  - bisbat de Cuernavaca
  - bisbat de Tenancingo
  - bisbat de Toluca

Província eclesiàstica de Monterrey
- arquebisbat de Monterrey
  - bisbat de Ciudad Victoria
  - bisbat de Linares
  - bisbat de Matamoros
  - bisbat de Nuevo Laredo
  - bisbat de Piedras Negras
  - bisbat de Saltillo
  - bisbat de Tampico

Província eclesiàstica de Morelia
- arquebisbat de Morelia
  - bisbat d'Apatzingán
  - bisbat de Ciudad Lázaro Cárdenas
  - bisbat de Tacámbaro
  - bisbat de Zamora

Província eclesiàstica de Puebla
- arquebisbat de Puebla de los Ángeles
  - bisbat de Huajuapan de León
  - bisbat de Tehuacán
  - bisbat de Tlaxcala

Província eclesiàstica de San Luis Potosí
- arquebisbat de San Luis Potosí
  - bisbat de Ciudad Valles
  - bisbat de Matehuala
  - bisbat de Zacatecas

Província eclesiàstica de Tijuana
- arquebisbat de Tijuana
  - bisbat d'Ensenada
  - bisbat de La Paz a la Baixa Califòrnia del Sud
  - bisbat de Mexicali

Província eclesiàstica de Tlalnepantla
- arquebisbat de Tlalnepantla
  - bisbat de Cuautitlán
  - bisbat d'Izcalli[9]
  - bisbat d'Ecatepec
  - bisbat de Nezahualcóyotl
  - Bisbat de Teotihuacan
  - bisbat de Texcoco
  - bisbat de Valle de Chalco

Província eclesiàstica de Tulancingo
- arquebisbat de Tulancingo
  - bisbat de Huejutla
  - bisbat de Tula

Província eclesiàstica de Tuxtla Gutiérrez
- arquebisbat de Tuxtla Gutiérrez
  - bisbat de San Cristóbal de las Casas
  - bisbat de Tapachula

Província eclesiàstica de Xalapa
- arquebisbat de Xalapa
  - bisbat de Coatzacoalcos
  - bisbat de Córdoba
  - bisbat d'Orizaba
  - bisbat de Papantla
  - bisbat de San Andrés Tuxtla
  - bisbat de Tuxpan
  - bisbat de Veracruz

Província eclesiàstica de Yucatán
- arquebisbat de Yucatán
  - bisbat de Campeche
  - bisbat de Tabasco
  - prelatura territorial de Cancún-Chetumal

### Ritu maronita
- Eparquia de Nuestra Señora de los Mártires del Líban a Mèxic

### Ritu greco-melquita
- Eparquia de la Mare de Déu del Paradís a Mèxic

Actualment la seu es troba a l'església de Porta Coeli, catedral dels melquites a Mèxic.

### Prelatura Personal
- Opus Dei

### Església armènia
- Exarcat apostòlic d'Amèrica Llatina i Mèxic, amb seu a Buenos Aires (Argentina)

## Estadístiques
L'Església catòlica a Mèxic, a finals del 2014, i amb una població de 119.713.000 persones, comptava amb 110.007.000batejats, corresponents al 91,9%del total.
| any  | població    | població    | població | sacerdots | sacerdots       | sacerdots       | sacerdots             | diaques | religiosos | religiosos | parròquies |
| ---- | ----------- | ----------- | -------- | --------- | --------------- | --------------- | --------------------- | ------- | ---------- | ---------- | ---------- |
| any  | batejats    | total       | %        | total     | clergat secular | clergat regular | batejats por sacerdot | diaques | homes      | dones      |            |
| 2010 | 99.635.000  | 108.426.000 | 91,8     | 16.896    | 12.328          | 3.906           | 6.137                 | 827     | 5.641      | 28.288     | 6.744      |
| 2014 | 110.007.000 | 119.713.000 | 91,9     | 16.234    | 12.931          | 3.965           | 6.511                 | 908     | 5.671      | 27.031     | 7.165      |

## Nunciatura apostòlica
La delegació apostòlica de Mèxic va ser instituïda a meitat del segle xix.
La nunciatura apostòlica de Mèxic va ser instituïda el 21desetembrede1992, mitjançant el breu Quipro Nostrodel Papa Joan Pau II.

### Delegats apostòlics
- Luigi Clementi † (26 d'agost de 1851 - 1861 renuncià)
- Pier Francesco Meglia † (1 d'octubre de 1864 - 26 d'octubre de 1866 nomenat nunci apostòlic a Baviera)

...
- Domenico Serafini † (6 de gener de 1904 - 17 de gener de 1905 renuncià)
- Giuseppe Ridolfi (27 d'abril de 1905 - 10 d'agost de 1912 nomenat arquebisbe d'Otranto)[12]
- Tommaso Pio Boggiani † (10 de gener de 1912 - 7 de març de 1914 nomenat administrador apostòlic de Gènova)

...
- Pietro Benedetti † (10 de març de 1921 - 22 de juliol de 1921 nomenat delegat apostòlic a Cuba i Puerto Rico)
- Ernesto Eugenio Filippi † (22 de juliol de 1921 - 31 de març de 1923 nomenat delegat apostòlic a Costantinoble)
- Serafino Cimino † (18 de desembre de 1924 - maig de 1925 renuncià)
- George Joseph (Jorge José) Caruana † (22 de desembre de 1925 - 25 de març de 1951 mort)
- Guglielmo Piani, S.D.B. † (13 d'abril de 1951 - 27 de setembre de 1956 mort)
- Luigi Raimondi † (15 de desembre de 1956 - 30 de juny de 1967 nomenat delegat apostòlic als Estats Units)
- Guido Del Mestri † (9 de setembre de 1967 - 20 de juny de 1970 nomenat pro-nunci apostòlic al Canadà)
- Carlo Martini † (6 de juliol de 1970 - 2 de juny de 1973 nomenat arquebisbe de l'Aquila)
- Mario Pio Gaspari † (6 de juny de 1973 - 16 de novembre de 1977 nomenat pro-nunci apostòlic al Japó)
- Sotero Sanz Villalba † (24 de novembre de 1977 - 17 de gener de 1978 mort)
- Girolamo Prigione † (7 de febrer de 1978 - 12 d'octubre de 1992 nomenat nunci apostòlic)

### Nuncis apostòlics
- Girolamo Prigione † (12 d'octubre de 1992 - 2 d'abril de 1997 renuncià)
- Justo Mullor García † (2 d'abril de 1997 - 11 de febrer de 2000 nomenat president de la Pontifícia acadèmia eclesiàstica)
- Leonardo Sandri (1 de març de 2000 - 16 de setembre de 2000 nomenat Secretari per a les Relacions amb els Estats)
- Giuseppe Bertello (27 de desembre de 2000 - 11 de gener de 2007 nomenat nunci apostòlic a Itàlia)
- Christophe Pierre (22 de març de 2007 - 12 d'abril de 2016 nomenat nunci apostòlic als Estats Units)
- Franco Coppola, des del 9 de juliol de 2016

## Conferència episcopal
La Conferència és un dels membres del Consell episcopal llatinoamericà (CELAM)
Presidents de la Conferència Episcopal mexicà
- Arquebisbe Octaviano Márquez y Tóriz (1958 - 1960)
- Cardenal José Garibi Rivera (1960 - 1963)
- Arquebisbe Octaviano Márquez y Tóriz (1963 - 1967)
- Arquebisbe Ernesto Corripio y Ahumada (1967 - 1973)
- Cardenal José Salazar López (1973 - 1980)
- Cardenal Ernesto Corripio y Ahumada (1980 - 1982)
- Arquebisbe Sergio Obeso Rivera (1982 - 1988)
- Arquebisbe Adolfo Antonio Suárez Rivera (1988 - 1994)
- Arquebisbe Sergio Obeso Rivera (1994 - 1997)
- Arquebisbe Luis Morales Reyes (1997 - 2003)
- Bisbe José Guadalupe Martín Rábago (novembre de 2003 - 2006)
- Arquebisbe Carlos Aguiar Retes (2006 - 14 de novembre de 2012)
- Cardenal Francisco Robles Ortega, des del 14 de novembre de 2012

Vicepresidents de la Conferència Episcopal mexicà
- Bisbe Javier Navarro Rodríguez, des del 14 de novembre de 2012

Secretaris generals de la Conferència Episcopal mexicà
- Bisbe Eugenio Andrés Lira Rugarcía, des del 14 de novembre de 2012